# بواژیویتسه
بواژیویتسه (به لهستانی:  Błażejewice) یک روستا در لهستان است که در گمینا بیاوا راوسکا واقع شده‌است.